# 비스툴라곶

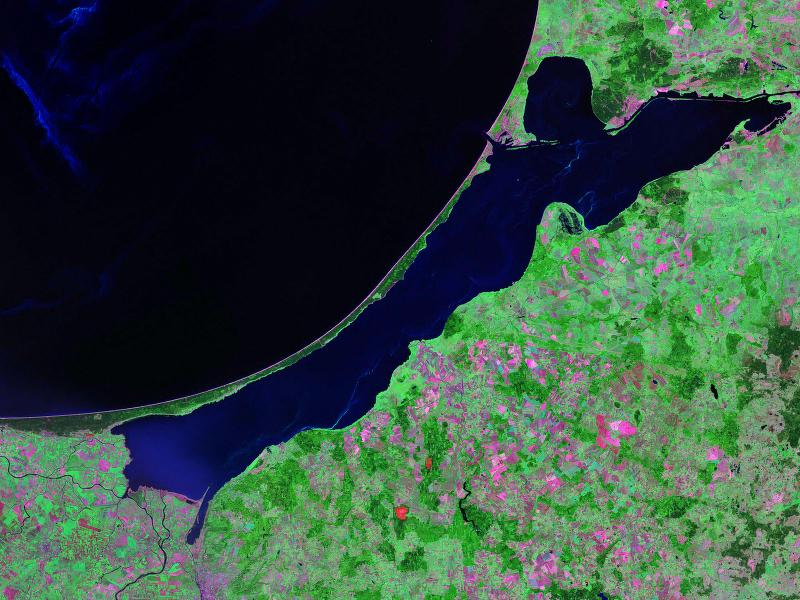
비스툴라곶을 경계로 북서쪽은 발트해, 동남쪽은 비스툴라 석호이다.

비스툴라곶(폴란드어: Mierzeja Wiślana, 러시아어: :Балтийская коса, 독일어: Frische Nehrung)는 그단스크만에서 접해 있는 비스툴라 석호에 위치해 있다. 러시아와 폴란드사이에 위치해 있다.